# Райс, Стюарт
Стюарт Алан Райс (англ. Stuart Alan Rice; 6 января 1932, Нью-Йорк — 22 декабря 2024, Чикаго) — американский химик, специалист по физической химии. Доктор философии (1955), заслуженный сервис-профессор Чикагского университета (эмерит), научный советник директора Аргоннской национальной лаборатории, член НАН США и Американского философского общества (1986). Удостоен Национальной научной медали (1999), лауреат премии Вольфа (2011).

## Биография
Окончил Бруклинский колледж (бакалавр, 1952). Степени магистра (1954) и доктора философии (1955) получил в Гарвардском университете, занимался там с Paul M. Doty. В том же 1955 году был избран в Harvard Society of Fellows. После двух лет там младшим фелло (1955—1957) приступил к преподаванию в Чикагском университете (поступив в 1957 году на его кафедру химии), откуда в 2004 году вышел на пенсию. В 1961—1967 годах директор James Franck Institute, в 1971—1976 годах заведовал кафедрой химии, в 1981—1995 годах декан физических наук Чикагского университета. Ныне эмерит-профессор кафедры химии и James Franck Institute Чикагского университета Frank P. Hixon Distinguished Service Professor Emeritus. В 1980—1986 годах член National Science Board. Около двадцати лет являлся членом совета директоров «Бюллетеня учёных-атомщиков». Близкий друг Р. Стивена Берри.
Член Американской академии искусств и наук, иностранный член Датской королевской академии наук и Ирландской королевской академии.
Умер 22 декабря 2024 года в Чикаго в возрасте 92 лет.

## Награды и отличия
- A. Cressy Morrison Prize in Natural Sciences Нью-Йоркской АН (1955)
- Стипендия Слоуна (1958—1962)
- Стипендия Гуггенхайма (1960—1961)
- ACS Award in Pure Chemistry[англ.] (1963)
- Marlow Medal, Faraday Society (1963)
- Медаль Брюссельского свободного университета (1966)
- Llewellyn John and Harriet Manchester Quantrell Award for Excellence in Undergraduate Teaching Чикагского университета (1970)
- Leo Hendrik Baekeland Award[нем.], Американское химическое общество (1971)
- Scientific Achievement Award Medal, Городской университет Нью-Йорка (1978)
- Fairchild Scholar, Калтех (1979)
- Peter Debye Award[англ.], Американское химическое общество (1985)
- Премия столетия, Королевское химическое общество Великобритании (1986)
- Joel Henry Hildebrand Award[нем.], Американское химическое общество (1987)
- Harvard Centennial Medal[англ.] (1997)
- Национальная научная медаль (1999)
- Newton-Abraham Professorship, Оксфордский университет (1999—2000)
- Hirschfelder Medal for Theoretical Chemistry (2002)
- Премия Вольфа (2011)[11]